# Орден Святого Георгія (Австрія)
Орден Святого Георгія (лат.: Ordo militaris Sancti Georgii) - австрійський лицарський орден, заснований імператором Фрідріхом III та Папою Римським Павлом II в 1469 році. 
Заснований як релігійний військовий Орден, створений для захисту християнської віри. Його первісною метою була боротьба з вторгненнями Османської імперії у внутрішні австрійські землі Штирії, Каринтії та Карніоли. 
Резиденцією Ордену до 1598 року був монастир в Вінер-Нойштадт, а пізніше Коледж Єзуїтів в Граці.

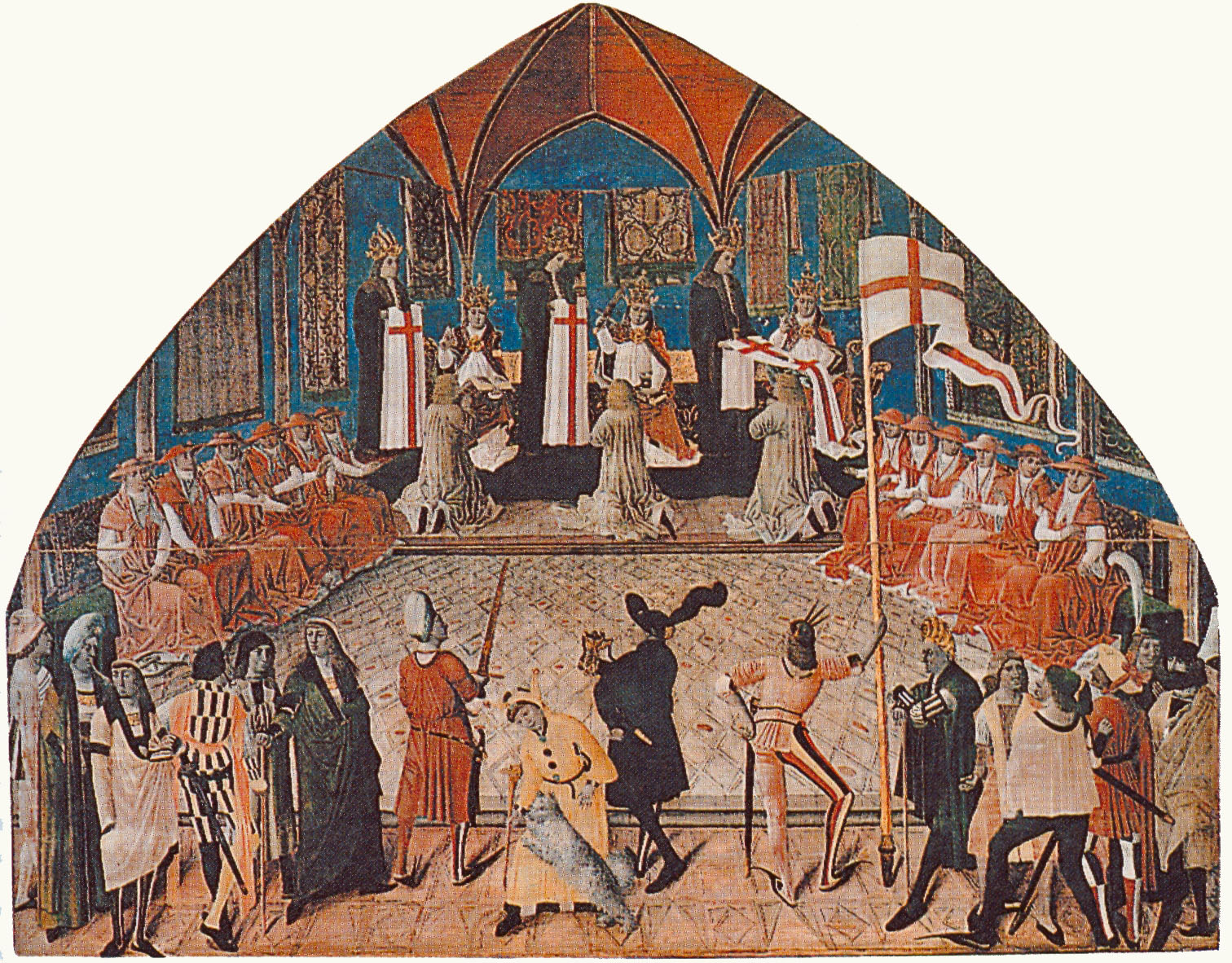
Папа Павло II 1469 р. проголошує створення Ордену Св. Георгія.

## Історія
1462 року імператор Фрідріх III був обложений в своєму палаці в Гофбургу військами ерцгерцога Австрії Альберхта VI та повстанськими віденськими громадянами. Фрідріх дав обітницю: якщо він врятується, він здійснить паломництво до Риму, заснує єпархію і встановить лицарський орден на честь Святого Георгія. Врешті, облога палацу була знята, а Альберт помер у наступному році.
У листопаді 1468 Фрідріх перебував у Римі, де 1 січня 1469 р. Перший Великий Магістр Ордену Йоганн Зібенгіртер (Johann Siebenhirter) отримав своє посвячення у Латеранській базиліці. 18 січня була створена австрійська католицька архієпархія Відня та єпархія Вінер-Нойштадт. Єпископ Вінер-Нойштадта був включений до керівництва Ордену Святого Георгія в 1479 році.

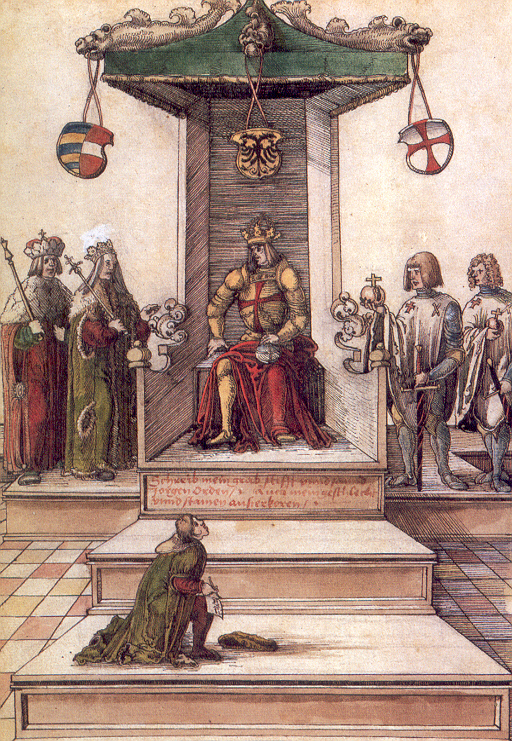
Імператор Максиміліан І та члени Ордену, 1512 р.

Оскільки релігійний лицарський Орден Святого Георгія виявилися непридатними для боротьби з вторжениям Османів сином імператора Фрідріха та його наступником Максиміліаном I, якого також називали "Останній лицар", незабаром після смерті батька в 1493 році був створений афілійований світський Орден Святого Георгія, резиденцією якого була фортеця в Ранні (Брежице) в Нижній Штирії. 
Імператор Максиміліан та кілька князів Священної Римської імперії приєдналися до братства на урочистій церемонії, яка відбулася 28 жовтня 1494 року в Антверпенському соборі. Також членами Ордену стали Папа Олександр VI та численні кардинали. 
Максиміліан закликав провести хрестові походи проти отаманських вторгнень, але це не вдалося через габсбурзькі сварки з королем Франції Карлом VIII та Республікою Венеція.
Після смерті Максиміліана Орден втратив найвпливовішого покровителя. Імператор Карл V і його брат Фердінанд І не були зацікавлені у підтримці застарілого, лицарського співтовариства, недостатнього для задоволення сучасних військових вимог. Крім того, протестантська реформація поширилася на внутрішні австрійські землі, до якої приєдналися багато членів ордену. 
1536 року помер другий Великий Магістр Ордену Йохан Геманн. Призначений третій Великий Майстер Вольфганг Прандтнер (Wolfgang Prandtner) більшою мірою був відсутній і не брав участь у справах Ордену. 1541 року він помер від чуми. Після цього не було призначено жодного Великого Магістра, а приміщеннями Ордену керували імператорські комісари. У 1598 році маєтки Ордену були офіційно передані єзуїтам; проте офіційного розпуску Ордену ніколи не було не задокументовано.

## Сучасність
1769 року граф з Вестфалії Філіп Фердинанд з роду Лімбург-Штирум, заснував цивільний лицарський орден Святого Георгія.
У 17-му столітті було відновлено лицарське братство (Imperiale Ordine Militare Capitolare Di S. Giorgio In Carinzia) у Відні, що підтверджується імператором Францем Йосипом I 1848 року та його наступником Карлом I в 1917 році. Після розпаду Австро-Угорської імперії Орден стає світською організацією.
Історію Ордену продовжує сучасний Орден Святого Георгія імператорської династії Габсбурґ-Лотаринґен. З 2011 року Магістром Ордену є Карл фон Габсбурґ.